# Vegas Altas (Badajoz)
Vegas Altas es una pedanía del municipio español de Navalvillar de Pela, perteneciente a la provincia de Badajoz (comunidad autónoma de Extremadura).

## Situación
Se sitúa próximo a Madrigalejo, entre este municipio y Obando, cerca de la carretera EX-355. Pertenece a la comarca de Vegas Altas y al Partido judicial de Villanueva de la Serena.

## Patrimonio
Iglesia parroquial católica bajo la advocación de San Isidro Labrador, en la archidiócesis de Mérida-Badajoz, diócesis de Plasencia, arciprestazgo de Navalvillar de Pela.

## Festividad
El 15 de mayo se celebra la fiesta del patrón de la localidad, san Isidro Labrador. El primer fin de semana de agosto tiene lugar la festividad en honor a los emigrantes del pueblo.

## Duplicación del nombre
Vecinos de esta pedanía se manifestaron en contra de que el nombre escogido por la futura unión de Don Benito y Villanueva de la Serena sea también Vegas Altas, como así se conoce popularmente a la zona. 